# Orthomecyna sphenopis
Orthomecyna sphenopis là một loài bướm đêm trong họ Crambidae.